# West-Caribbean-Airways-Flug 708
Am 16. August 2005 stürzte eine McDonnell Douglas DC-9-82 auf dem West-Caribbean-Airways-Flug 708 von Panama-Stadt nach Martinique über Venezuela bei Machiques ab. Keiner der 160 Insassen überlebte. Es war bis dahin der schwerste Flugunfall in der Geschichte Venezuelas.
Nach dem Absturz und den Ergebnissen zur Unfallursache stellte West Caribbean Airways den Flugbetrieb dauerhaft ein. Die Airline meldete Insolvenz an und wurde abgewickelt.

## Flugzeug
Das Flugzeug war eine McDonnell Douglas DC-9-82 (MD-82) mit dem Luftfahrzeugkennzeichen HK-4374X, die mit zwei Pratt & Whitney JT8D-217A ausgestattet war und ihren Erstflug am 11. September 1986 hatte.

## Besatzung
Kapitän auf diesem Flug war der 40-jährige Omar Ospina, Erster Offizier der 21-jährige David Munoz, beide Kolumbianer.

## Verlauf
Zeit in Panama und Kolumbien (UTC-5) / Zeit in Venezuela (UTC-4).
Um 1:00 Uhr/2:00 Uhr startete das Flugzeug vom Flughafen Panama in Richtung Flughafen Martinique.
Es stieg in den ersten 25 Minuten des Fluges auf seine Reiseflughöhe von 31.000 Fuß (ft) (9.450 m). Sechzehn Minuten später, um 1:41 Uhr/2:41 Uhr, stieg es auf 33.000 ft (10.060 m). Ab 1:49 Uhr/2:49 Uhr begann die Geschwindigkeit stetig zu sinken. Die Höhenflosse wurde aufgrund der Verringerung der Geschwindigkeit durch den Autopiloten von 2° auf 4° verstellt.
Um 1:51/2:51 meldeten die Piloten, dass sie über dem Wegpunkt SIDOS und der kolumbianisch-venezolanischen Grenze seien, und beantragten einen direkten Kurs zum Wegpunkt ONGAL. Der Fluglotse wies die Piloten an, den derzeitigen Kurs beizubehalten und auf die Freigabe zu warten. Währenddessen diskutierten diese die Wetterbedingungen und ob sie die Enteisungsanlage einschalten mussten.
Um 1:57 Uhr/2:57 Uhr fragten die Piloten nach der Erlaubnis zum Sinken auf 31.000 ft (9.450 m), die daraufhin erteilt wurde. Der Autopilot wurde deaktiviert, und das Flugzeug begann den Sinkflug. Als es eine Höhe von 31.500 ft (9.600 m) unterschritt, begann die Geschwindigkeit weiter zu sinken, und das Triebwerksdruckverhältnis sank in den Leerlauf.
Zwei Minuten später wurde ein weiterer Sinkflug auf 29.000 ft (8.840 m) beantragt, doch der Fluglotse in Maiquetía verstand nicht, dass dies von den Piloten des West-Caribbean-Airways-Flugzeugs kam, und fragte, wer rufe. Die Piloten antworteten und fragten sofort einen Sinkflug auf 24.000 ft (7.315 m) an. Der Fluglotse fragte nach der Situation im Flugzeug, worauf die Piloten antworteten, dass beide Triebwerke einen Flammabriss erlitten hätten. Der Fluglotse gab den Sinkflug nach Ermessen der Piloten frei. Inzwischen ertönten die Höhenwarnung und die akustische Strömungsabrisswarnung, und Stickshaker begann zu rütteln. Die Geschwindigkeit erreichte in einer Höhe von 25.000 ft (7.620 m) ein Minimum von 150 Knoten (280 km/h). Kurz darauf meldeten die Piloten ein Sinken unter 14.000 ft (4.280 m) und dass ihr Flugzeug außer Kontrolle sei. Es sank mit einer Rate von 7000 ft (2.130 m) pro Minute und schlug nach insgesamt 3 Minuten und 30 Sekunden nach Beginn des Sinkfluges aus 33.000 ft (10.060 m) auf.
Die Crew war sich der Situation nicht bewusst und erkannte nicht, dass ein Strömungsabriss vorlag. Sie war für diesen Fall auch nicht ausreichend geschult.

## Unfallursache
Die Ermittlungen ergaben, dass die eingeschaltete Enteisungsanlage des Flugzeuges während der benutzten Flughöhe von 33.000 ft eine Reduzierung der Schubkraft der Triebwerke verursacht hatte. Die Piloten hatten das System zwischenzeitlich abgeschaltet und sich später in der Flughöhe dazu entschieden, es wieder zu benutzen. Trotz des nassen, kalten und stürmischen Wetters gab es keine Eisbildung an den Tragflächen. Die verringerte Schubkraft kann in Abhängigkeit von Gewicht und Flughöhe die Leistung des Flugzeugs beeinflussen. Mit ausgeschaltetem Enteisungssystem konnte das Flugzeug problemlos in dieser Höhe fliegen. Mit eingeschalteter Enteisung und infolgedessen verringerter Schubkraft konnte es maximal 31.900 ft hoch fliegen. Für Gewicht und Wetter war die Flughöhe zu hoch.
Man vermutete später, dass die Berechnungen des Kapitäns zur Flughöhe ohne die Enteisungsanlage erfolgte. Der Leistungsverlust der Triebwerke blieb von beiden Piloten unbemerkt, da sie zu dem Zeitpunkt den Autopilot eingeschaltet hatten. In einer Mitteilung des Flugzeugherstellers werden die Piloten aufgefordert, ab bestimmten Flughöhen die Geschwindigkeitsanzeige ständig zu beobachten. Diese Mitteilung war schon mehr als 3 Jahre alt, erreichte die Piloten jedoch nie. Der eingeschaltete Autopilot versuchte die Höhe zu halten, aber  die Geschwindigkeit sank, woraufhin der Autopilot den Anstellwinkel der Flugzeugspitze  weiter erhöhte, um nicht zu sinken. Wird ein bestimmter Winkel dabei überschritten, reißt die Strömung ab.
Der Pilot bemerkte das Problem und senkte die Flughöhe. Die Maschine flog aber weiterhin zu langsam und mit einem zu steilen Anstellwinkel. Verursacht durch die Unwetterkapriolen, durch die die Maschine gerade flog, wird vermutet, dass eine weitere Windböe den Flugzeugbug gerade soweit vorne anhob, dass es zu einem weiteren Strömungsabriss kam.
So geriet die MD-82 bald in einen Strömungsabriss, auf den die Piloten falsch reagierten. Der Kapitän vermutete einen sogenannten Flammenabriss in beiden Triebwerken, weil in einem kurzen Moment die Triebwerksleistungen durch die Flugzeuglage tatsächlich absanken. Kapitän und Co-Pilot trafen keine konkreten Maßnahmen durch fehlende Kommunikation, da der Kapitän nur mit den Triebwerken beschäftigt war, der Co-Pilot seinen Kapitän trotzdem auf den Strömungsabriss hinwies, dieser jedoch nicht reagierte. Der Kapitän zog seinen Steuerknüppel zu sich statt nach vorne. Gleichzeitig mussten sie mit der Flugsicherung Venezuelas über Fluglage und -situation kommunizieren, da diese seinerzeit ohne Radaranlage und somit auf die Angaben der Piloten angewiesen war. Das Flugzeug hatte keinen Auftrieb mehr und stürzte ab.
Als eine weitere Ursache wurde ein eventueller mentaler Druck für die Piloten vermutet. Durch fehlende finanzielle Mittel der Airline bekamen die Piloten seit mehreren Monaten kein Gehalt mehr und waren teilweise auf Zweitjobs angewiesen.
Fehlendes oder unzureichendes Pilotentraining bei einem Strömungsabriss sowie vermutlich geringes Durchsetzungsvermögen des Co-Piloten gegenüber seinem Flugkapitän „runden“ den Unfallverlauf ab.

## Unfallfolgen
Nach dem Absturz dieser Douglas DC-9-82 mit 160 Toten begann die kolumbianische Luftfahrtbehörde Aerocivil, alle dortigen Fluggesellschaften gründlichen Inspektionen zu unterziehen, insbesondere im Hinblick auf die Flugzeugwartung. Als Folge davon mussten drei Fluggesellschaften ihren Betrieb einstellen, außer West Caribbean Airways auch AeroTACA und Intercontinental de Aviación, die umbenannte frühere Aeropesca Colombia.

## Mediale Darstellung
In der kanadischen Dokumentationsserie Mayday – Alarm im Cockpit wurde der Flugzeugabsturz in Staffel 11 Folge 2 mit dem Titel Zu hoch hinaus analytisch und chronologisch dargestellt.